# رابینسون کروزوئه (فیلم ۱۹۵۴)
رابینسون کروزوئه (انگلیسی: Robinson Crusoe) فیلمی به کارگردانی لوئیس بونوئل بر اساس رمان رابینسون کروزوئه اثر دانیل دفو است که در سال ۱۹۵۴ منتشر شد. از بازیگران آن می‌توان به دن اوهرلیهی اشاره کرد.